# Andilla (kommunhuvudort)
Andilla är en kommunhuvudort i Spanien.   Den ligger i provinsen Província de València och regionen Valencia, i den östra delen av landet, 260 km öster om huvudstaden Madrid. Andilla ligger 1 046 meter över havet och antalet invånare är 384.
Terrängen runt Andilla är kuperad, och sluttar söderut. Runt Andilla är det ganska tätbefolkat, med 62 invånare per kvadratkilometer. Närmaste större samhälle är Villar del Arzobispo, 11,2 km söder om Andilla. Omgivningarna runt Andilla är i huvudsak ett öppet busklandskap.